# John Cena
John Felix Anthony Cena (sinh ngày 23 tháng 4 năm 1977) là đô vật chuyên nghiệp, rapper, diễn viên và người dẫn chương trình truyền hình người Mỹ. Anh hiện đang ký hợp đồng với WWE nơi anh hiện là  Undisputed WWE Champion lần thứ 14 trên tổng số 17 lần vô địch . Anh từng là người dẫn chương trình hiện tại của Are You Smarter Than a 5th Grader? trên Nickelodeon và đã đóng vai chính trong nhiều bộ phim khác nhau.
Sinh ra và lớn lên ở West Newbury, Massachusetts. Cena chuyển đến California vào năm 1998 để theo đuổi sự nghiệp vận động viên thể hình. John Cena bắt đầu sự nghiệp đấu vật chuyên nghiệp của mình năm 1998, tham gia thi đấu cho Ultimate Pro Wrestling (UPW), anh đã từng giữ đai UPW Heavyweight Championship. Năm 2001, Cena ký hợp đồng với World Wrestling Federation (WWF) và được gửi tới 
Ohio Valley Wrestling (OVW), nơi mà anh giữ đai OVW Heavyweight Championship và đai OVW Southern Tag Team Championship (với Rico Constantino). Ngoài thời gian đấu vật, Cena còn cho ra mắt album You Can't See Me, đứng ở vị trí thứ 15 của Billboard 200, và anh bắt đầu tham gia đóng phim trong The Marine (năm 2006) và 12 Rounds (năm 2009). Cena còn xuất hiện trong các chương trình truyền hình như Manhunt, Deal or No Deal, MADtv, Saturday Night Live và Punk'd. Cena còn tham gia giải Fast Cars and Superstars: The Gillette Young Guns Celebrity Race, nơi mà anh đi tới vòng chung kết trước khi bị loại, và đứng vị trí thứ ba chung cuộc.
Trong sự nghiệp đấu vật ở WWE, Cena đã giành tổng cộng 26 đai vô địch các loại, kỉ lục 17 lần giữ đai hạng nặng thế giới ( kỉ lục 14 lần đai WWE Championship và 3 lần đai World Heavyweight Championship). Cena đã 5 lần giữ đai United States Championship và 4 lần giữ đai vô địch Tag Team (2 lần đai World Tag Team và 2 lần đai WWE Tag Team). Ngoài ra Cena còn thắng trận đấu Money in the Bank Ladder match năm 2012 , 2 lần chiến thắng Royal Rumble (2008 và 2013).

## Sinh ra và lớn lên
John được sinh ra vào ngày 23 tháng 4 năm 1977 ở West Newbury, tiểu bang Massachusetts, Mỹ. Anh là người anh trai lớn tuổi thứ hai trong số năm anh em: Dan, Matt, Steve và Sean. Sau khi tốt nghiệp trường Cushing Academy, Cena học tại trường Springfield College ở Springfield, tiểu bang Massachusetts, Mỹ. Tại đây anh tham gia đội bóng bầu dục của trường, mặc áo số 54. anh tốt nghiệp trường năm 1998 với một bằng cấp.

## Sự nghiệp đấu vật chuyên nghiệp

### Luyện tập
Cena bắt đầu luyện tập để trở thành đô vật chuyên nghiệp năm 2000 bởi Ultimate Pro Wrestling (UPW). Từ đó, Cena bắt đầu sử dụng cái tên The Prototype. Một số đoạn về sự nghiệp đấu vật của anh được chiếu trên kênh Discovery Channel trong chương trình Inside Pro Wrestling School. Trong khi ở UPW, Cena đã từng giữ đai UPW Heavyweight Championship trong vòng khoảng một tháng. Trong năm 2001, WWE đã ký một hợp đồng phát triển và được chuyển tới Ohio Valley Wrestling (OVW). Trong thời gian ở đây, Cena thi đấu dưới hai cái tên The Prototype và Mr. P, và giữ đai OVW Heavyweight Championship trong ba tháng và đai OVW Southern Tag Team Championship (với Rico Constantino) trong hai tháng.

### World Wrestling Entertainment (2002 đến nay)

#### 2002-2003

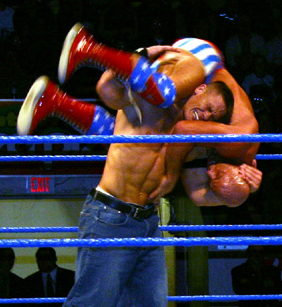
Cena làm chiêu FU (bây giờ là Attitude Adjustment) lên Kurt Angle.

Cena xuất hiện lần đầu trên truyền hình, khi anh đấu với Kurt Angle. Cena kiểm soát trận đấu,anh đã phá được đòn Angle Slam và 
Ankle lock nhưng thua bởi 1 đòn pin. Từ đó trở đi, Cena được khán giả yêu thích và bắt đầu mối thù với Chris Jericho. Trong tháng 10, anh cùng Billy Kidman tham gia giải thi đấu để tranh đai WWE Tag Team Championship, nhưng bị thua ở vòng một. Tuần kế tiếp, Cena tấn công Bily và đổ lỗi cho anh ta làm cho đội thua trận. Trong tháng 3 năm 2003, John Cena đã đấu Tag-Team 1 trận với Brock Lesnar đấu với The Undertaker và Kurt Angle. Vì tình cờ thay John Cena đang thù với Kurt Angle, còn Undertaker đang thù với Brock Lesnar vì ông đã thua Brock Lesnar tại Royal Rumble vừa diễn ra vào tháng 1 năm đó. Tuy nhiên, nhóm của Cena đã thua. Trong khoảng sáu tháng đầu năm 2003, anh bắt đầu thù với Brock Lesnar, và rồi thách đấu anh ta. Trong thời gian thù nhau, Cena tạo ra một chiêu mới F-U và thực hiện lần đầu tiên lên Rikisi. Cena giành chiến thắng trong giải đấu tìm ra người đấu với Lesnar ở Backlash. Tuy nhiên, Cena chịu thua trước Lesnar. Đến cuối năm, anh lại được khán giả ưa thích, khi anh vào đội của Kurt Angle với tư cách là một thành viên tham gia Survivor Series.

#### 2004-2005

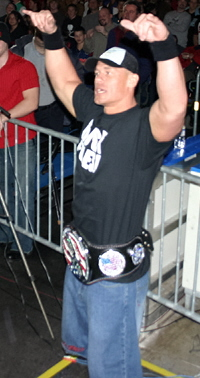
John Cena với tư cách là WWE United States Championship

Đầu năm 2004, Cena tham gia trận Royal Rumble ở WWE Royal Rumble 2004. Anh là một trong số sáu người còn lại trên sàn đấu trước khi bị Big Show loại. Kể từ đó, Cena thù với Big Show. Trong trận đấu tại WrestleMania XX tranh đai WWE United States Championship, anh đã đánh bại Big Show. Cena giữ đai trong 4 tháng. Cena giành lại được đai này sau khi đánh bại Booker T ở No Mercy. Sau đó, anh lại để mất đai vào tay Carlito Caribbean Cool tuần sau đó. Sau trận thua đó, anh bắt đầu thù với Carlito. Một lần, Cena bị chấn thương làm cho anh phải xa sàn đấu trong một tháng, trong lúc anh đi đóng phim The Marine. Ngay trong ngày trở lại vào tháng 11, Cena đã lấy lại được chiếc đai WWE United States Championship và lại tạo ra chiếc đai có thê xoay được ở phần giữa. 
Cena tham gia trận Royal Rumble năm 2005, và là một trong hai người còn lại trên sân, nhưng cả hai người đều rơi ra khỏi sân cùng một lúc. Vince McMahon tạo ra một trận đấu lại theo kiểu luật sudden death. Và Batista đã loại Cena. Tháng sau đó, Cena thắng Kurt Angle để có một trận đấu tâm điểm của SmackDown! tại WrestleMania 21. Và John Cena bắt đầu thù với WWE Champion lúc đó là JBL. Trong một trận đấu, Cena đã để mất chiếc đai US Title vào tay của Orlando Jordan, người mà sau đó đã cho nỗ tung chiếc đai. Cena thắng JBL trong trận đấu tại WrestleMania 21 và được đai WWE Championship. Đó là chiếc đai vô địch thê giới đầu tiên của Cena. Sau đó, Cena đã cho ra mắt chiếc đai WWE Championship mới có hình chữ W có thể xoay được, trong khi JBL cầm chiếc đai WWE Championship cũ và cho rằng anh ta vẫn là WWE Champion, cho tới khi Cena thắng JBL một lần nữa trong trận "I Quit" match ở Judgment Day.
Cena được chuyển sang thi đấu cho RAW vào ngày 6 tháng 6 năm 2005,là sự lựa chọn đầu tiên của RAW General Manager hồi đó là Eric Bischoff trong WWE Draft 2005. Cena ngay lúc đó thò với Bischoff, sau khi tham gia trong một trận đấu gặp các đô vật của ECW ở One Night Stand. Mối thù tiếp theo của Cena là với Kurt Angle. Anh giữ đai và có trận đấu với Kurt và đã thua anh bằng disqualification. Nhưng tất nhiên Cena vẫn giữ được đai WWE Championship do luật ở WWE Unforgiven. Sau đó tại WWE Survivor Series, Cena pin Kurt để tiếp tục cầm đai. Mối thù với Kurt làm anh còn nghĩ ra thêm một chiêu chủ chốt khác ngoài F-U. Đó là STFU (về sau chỉ gọi đơn giản là STF) khi mà anh được tham gia trận đấu Triple Threat Submissions Only trong chương trình ngày 28 tháng 11 của RAW.

#### 2006-2007

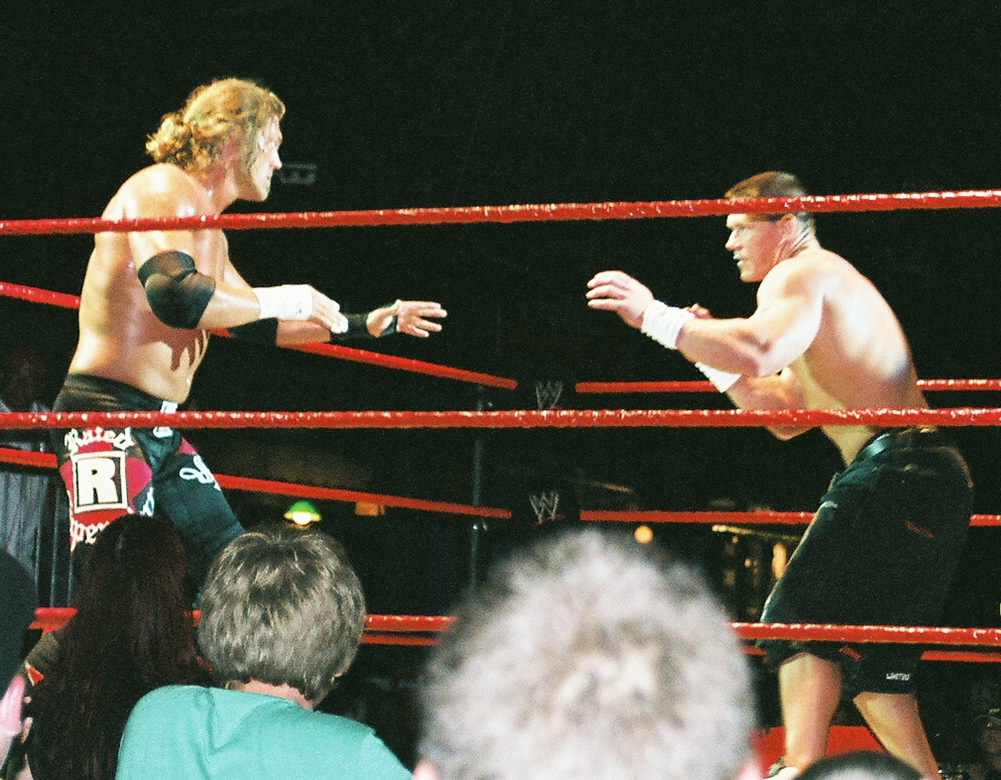
Cena trong trận đấu với Edge tại một house show của WWE.

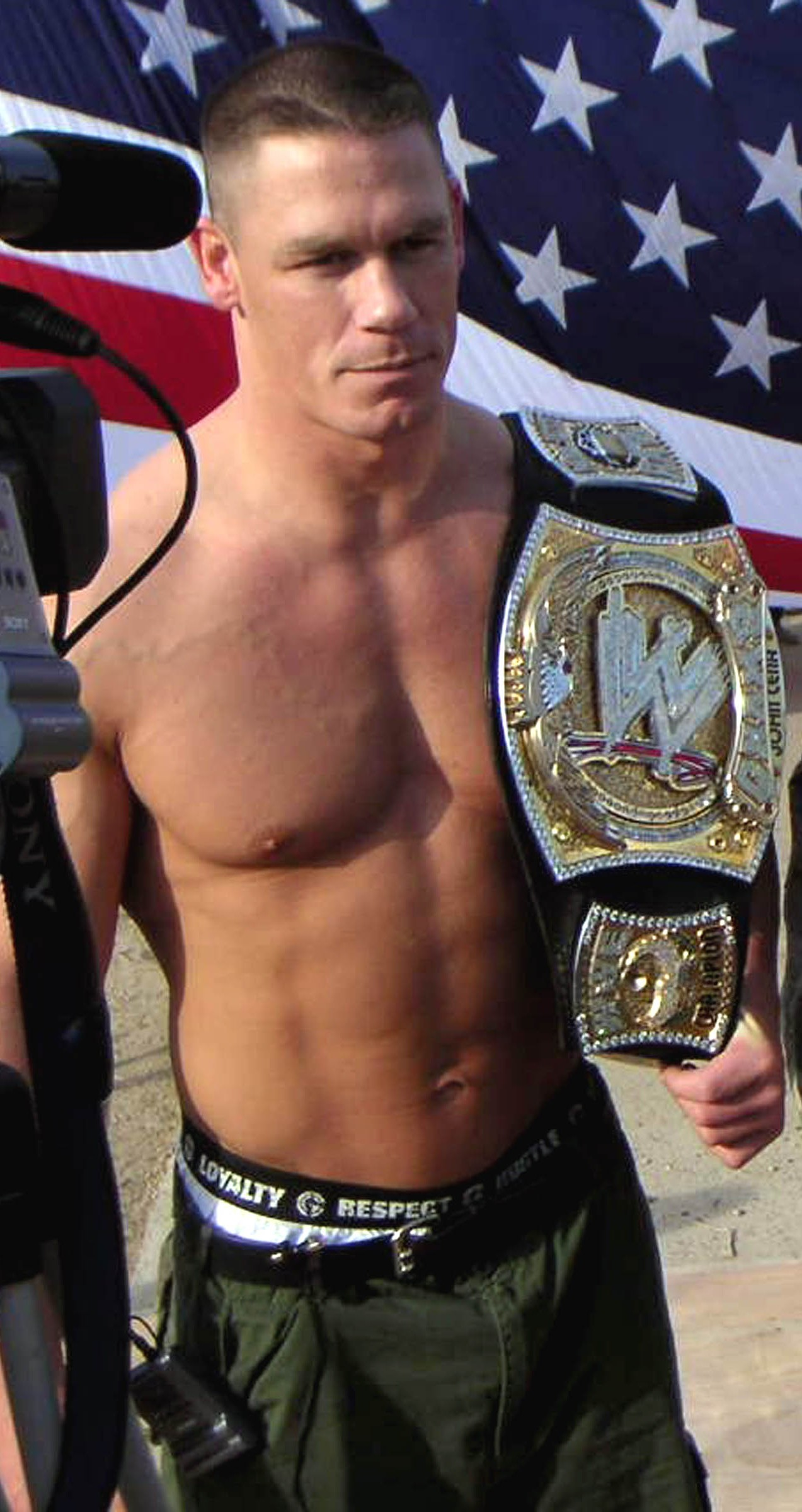
Cena với tư cách là WWE Champion

Cena mất đai WWE Championship ở New Year's Revolution, nhưng không phải trong trận Elimination Chamber match mà anh đã tham gia trước đó. Anh đã thắng trận Elimination Chamber match và giữ được đai. Nhưng ngay sau trận đấu đó, Edge xuất hiện, sử dụng chiếc va li Money In The Bank để có một trận đấu với Cena. Edge đã hai lần húc vào người của Cena làm anh gục, sau đó pin và được đai. Ba tuần sau tại WWE Royal Rumble, Cena đã đòi lại được chiếc đai sau khi thắng Edge. Sau khi giành lại được đai, Cena lại bắt đầu thù với Triple H. Tại WrestleMania 22, anh đã thắng Triple H sau đòn F-U. Nhưng tại ECW One Night Stand, Cena lại để mất đai vào tay của Rob Van Dam khi RVD có sự giúp đỡ của Edge. Đến tháng 7, Edge thắng trận Triple Threat match để được đai WWE Championship từ RVD, trong đó có cả Cena. Tại WWE Unforgiven, Edge gặp lại Cena trong trận Tables, Ladders, and Chairs match (Bàn, Cầu thang và Ghế - TLC Match). Mặc dù có sự giúp đỡ của Lita, nhưng Cena vẫn thắng trận sau cú F-U qua hai cái bàn. Cena đã vô cùng xuất sắc khi giữ đai tròng vòng hơn một năm. Năm 2006 khép lại với Cena cùng mối thù với Umaga. Trong chương trình đầu tiên của RAW trong năm 2007, anh thua trước Kevin Federline (Kevin với sự giúp đỡ của Umaga). Cena đã chấm dứt chuỗi trận bất bại của Umaga tại New Year's Revolution. Đến Royal Rumble, Cena tiếp tục thắng Umaga trong trận Last Man Standing match để giữ đai. Một ngày sau Royal Rumble, anh cùng Shawn Michaels được đai World Tag Team Championship. Trong chương trình ngày 2 tháng 4 của RAW, sau khi thua Cena trong trận tranh đai WWE Championship ở WrestleMania 23, Michaels bắt đầu phản bội Cena. Kể từ đó, Cena thù với Michaels, Edge, Orton cho tới khi The Great Khali bắt đầu chú ý tới chiếc đai của Cena. Hai tháng liên tiếp, Cena thù với Khali, tại WWE Judgment Day, anh là người đầu tiien đánh bại Khali bằng submission và pinfall ở One Night Stand. Cuối mùa hè năm đó, Randy Orton được chọn là ứng cử viên số một cho chức vô địch của Cena. Trong trận đấu với Mr. Kennedy vào ngày 1 tháng 10 năm 2007, anh đã gặp phải chấn thương và sau đó lại bị Randy Orton tấn công bằng một cú RKO lên chiếc bàn bình luận viên. Và Cena phải đi phẫu thuật và mất chức vô địch vào tay Orton. Mặc dù bị chấn thương, anh vẫn xuất hiện trong chương trình WWE Tribute to the Troops được tổ chức tại Iraq.

#### 2008-2010

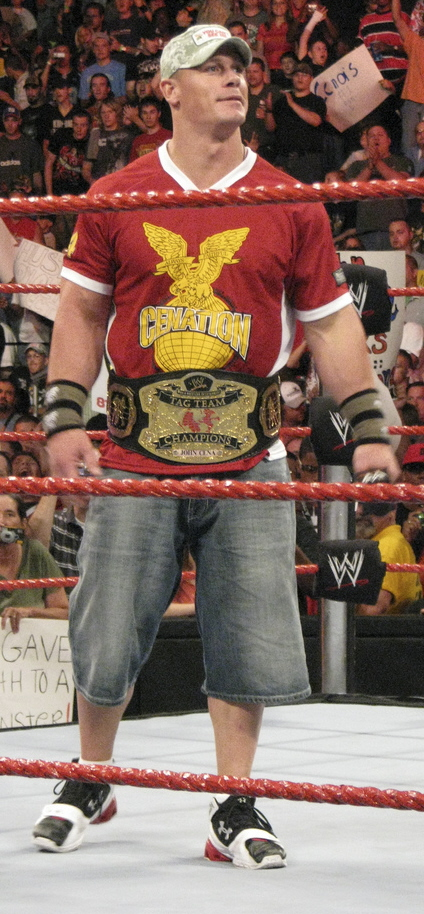
John Cena với tư cách là World Tag Team Champion

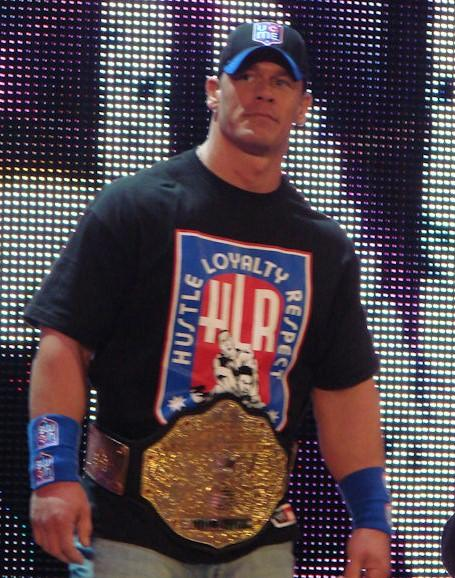
John Cena với tư cách là World Heavyweight Champion

John Cena bất ngờ trở lại trong trận Royal Rumble vào đầu năm 2008, xuất phát ở vị trí cuối cùng và loại Triple H để thắng trận. Tại No Way Out 2008, WrestleMania 24 và Backlash 2008 John Cena vẫn không thể giành lại được đai (nhà vô địch lúc đó là Randy Orton). Sau đó, Cena bắt đầu lại mối thù với JBL. Anh thắng JBl 2 lần tại Judgment Day và One Night Stand, nhưng lại thua trước JBL trong trận New York City Parking Lot Brawl. 
Trong một show Raw, anh đã vô tình đánh vào mặt Batista, hai người mất bình tĩnh và thế là xông vào đánh nhau. Và từ đó Cena đã có mối thù mới là Batista. Vào ngày 4 tháng 8, Cena lần thứ hai trở thành World Tag Team Champion, lần này là với Batista, sau trận thắng trước Cody Rhodes và Ted DiBiase. Nhưng chỉ một tuần sau, hai người đã để mất đai. Tại SummerSlam 2008, Cena đã thất bại trước Batista. Cena bị chấn thương cổ và không tham gia thi đấu từ sau SummerSlam.

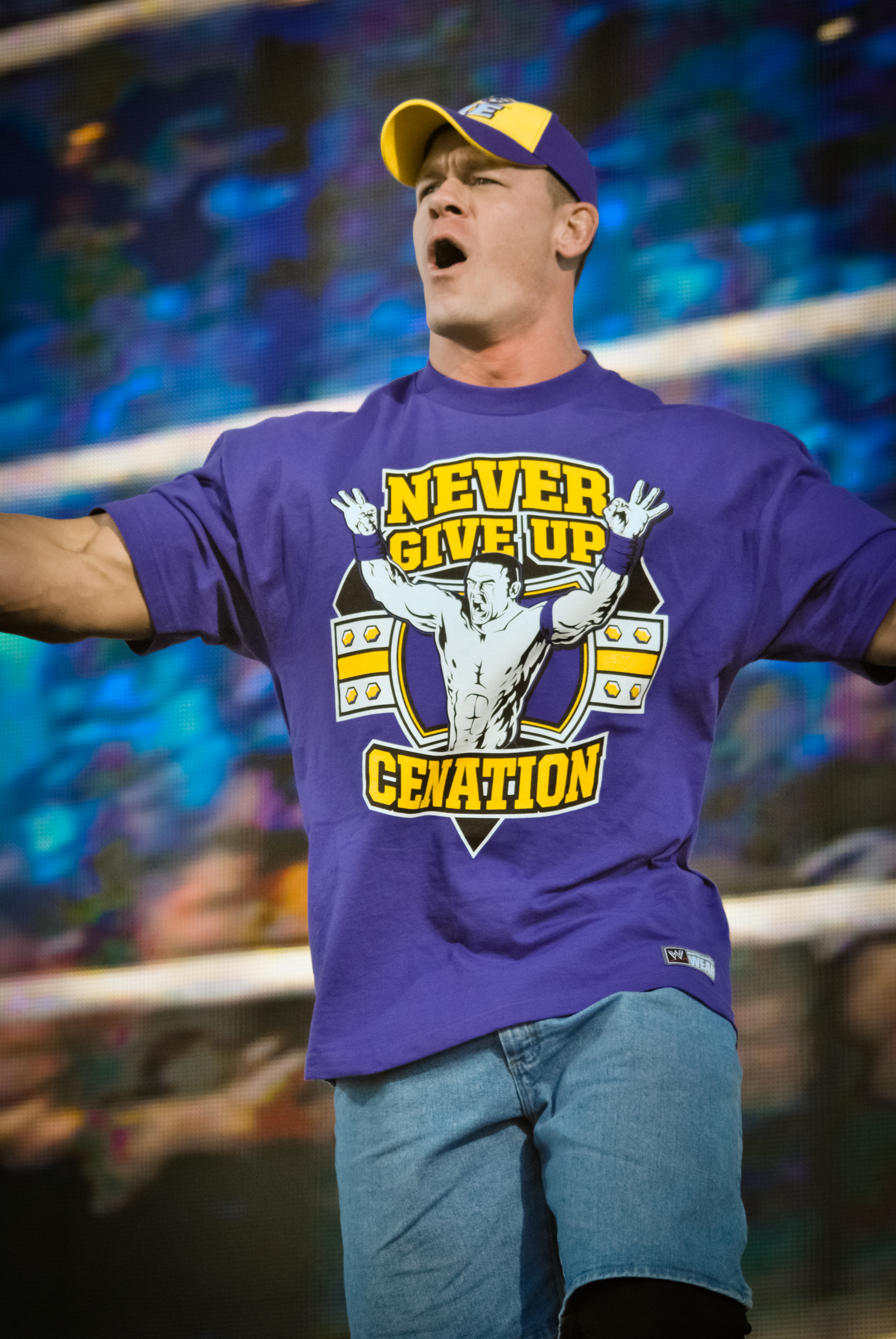
John Cena trước trận đấu tại WrestleMania 25 với Edge và Big Show

Anh trở lại tại Survivor Series 2008, giành chiến thắng trước Chris Jericho để lần đầu tiên được đai World Heavyweight Championship. John Cena giữ đai cho đến No Way Out 2009, anh bị mất đai vào tay của Edge (người thay thế cho Kofi Kingston do Kofi bị Edge tấn công và bị chấn thương). Tuy nhiên, trong WRESTLEMANIA 25 John Cena có trận đấu Triple Theat match với Edge và Big Show, anh đã lấy lại được chức vô địch World Heavyweight Championship. Nhưng chỉ sau 3 tuần tại Backlash 2009, Cena lại để mất đai vào tay Edge trong trận Last Man Standing Match, sau khi anh bị Big Show ném xuyên qua một cái đèn to 7000W. Tại Jugdment Day và Extreme Rules, Cena đã hai lần chiến thắng trước Big Show. Và tại The Bash Cena đã chiến thắng trước The Miz. Tại Night Of Champions, Cena không thể giành được đai WWE Championshi trong trận Triple Threat Match với Triple H và Randy Orton. Anh vẫn thất bại trước Randy Orton trong SummerSlam 2009. Nhưng tại Breaking Point 2009, Cena cuối cùng cũng đã giành được đai trước Randy Orton trong trận I Quit Match. Cho đến Hell in a cell 2009, anh lại để mất đai vào tay của Randy Orton trong trận Hell In A Cell match, nhưng đến Bragging Rights một lần nữa thắng Orton để đòi lại đai. Đó là trận tranh đai cuối cùng giữa 2 người, Orton sẽ không bao giờ nhận được một trận tranh đai lại từ Cena. Survivor Series 2009, Cena có trận đấu Triple Threat Match với Triple H và Shawn Michaels, và Cena đã thắng. Nhưng trong trận Tables Match với Sheamus tại TLC 2009 Cena lại thất bại và mất chức vô địch WWE Championshi. 24h sau, tại show Raw, Cena đã giành được danh hiệu WWE Superstar Of The Year, sau khi đánh bại Randy Orton trong trận chung kết (Tournament gồm có Orton, Cena, CM Punk, The Undertaker). Và anh hứa với mọi người rằng anh sẽ không bao giờ thua một trận đấu nào cho tới khi anh giành lại đai WWE Championshi. Và tại Royal Rumble 2010 anh lại thất bại khi bị Edge loại. Tại Elimination Chamber, Cena giành chiến thắng trong trận Elimination Chamber Match for the WWE Championship, nhưng Mr.McMahon lại bắt Cena phải đấu một trận đấu tranh đai với Batista, và Batista thắng Cena, lúc đó Cena là một trong những người giữ đai WWE Championshi trong thời gian ngắn nhất. Sau đó tại WrestleMania 26, Cena đã giành lại đai WWE Championshi và tại Extreme Rules 2010 và Over The Limit 2010 trong trận Last Man Standing Match và I Quit Match, anh đã hạ gục Batista. Đó cũng chính là trận tranh chức vô địch WWE Championshi cuối cùng giữa hai người. Tại Fatal 4 Way, Cena bị mất đai vào tay của Sheamus, sau trận Fatal 4 Way cùng với Randy Orton, Edge và Sheamus. Tại Money In The Bank, Cena sẽ đấu với Sheamus trong trận Steel Cage Match để tranh đai WWE Championshi. Tuy nhiên anh đã không thể chiến thắng khi cuối trận đấu, The Nexus đã can thiệp vào trận đấu, giữ anh lại không cho anh trèo ra khỏi Steel Cage và đã vô tình giúp Sheamus retain WWE Championshi. Ngay sau đêm đó, tại show RAW, John Cena đã thách đấu The Nexus trong 1 trận 7 on 7 Tag Team Match ở SummerSlam vào ngày 15/8 sắp tới. Team của anh bao gồm anh cùng với R-Truth, John Morrison, The Great Khali,Edge, Chris Jericho và WWE Hall of Farmer Bret Hart. 1 tuần sau đó, trận đấu đó được quyết định là 1 trận 7 on 7 Elimination Tag Team match. Không may cho anh, do những mâu thuẫn từ trước, Edge và Chris Jericho đã rời khỏi Team RAW. Sự thiếu vắng 2 SuperStar này có thể xem như 1 mất mát cho John Cena & Team RAW khi mà kinh nghiệm của họ là điều rất cần thiết để có thể đánh bại The Nexus ở SummerSlam. Tình hình còn nghiêm trọng hơn khi The Great Khali bị The Nexus tấn công khiến Khali bị chấn thương chân. Nhưng cuối cùng Edge và Chris Jericho cũng đã quay lại Team RAW. Và SummerSlam, The Nexus đã rất bất ngờ khi thành viên thứ 7 của Team RAW là NXT Rookie: Daniel Bryan. Cuối cùng Team RAW đã thắng The Nexus sau khi Cena khiến cho Wade Barett đầu hàng bằng chiêu khóa STF. John Cena đã thanh toán sòng phẳng món nợ với The Nexus sau những gì họ gây ra cho anh. Và tại Night of Champions 2010 trong trận Six Pack Elimination Challenge match gồm anh, Randy Orton, Edge, Chris Jericho, Wade Barrett (đội trưởng The Nexus) và WWE champion Sheamus, anh đã thất bại khi bị loại bởi Wade Barrett.

#### The Nexus

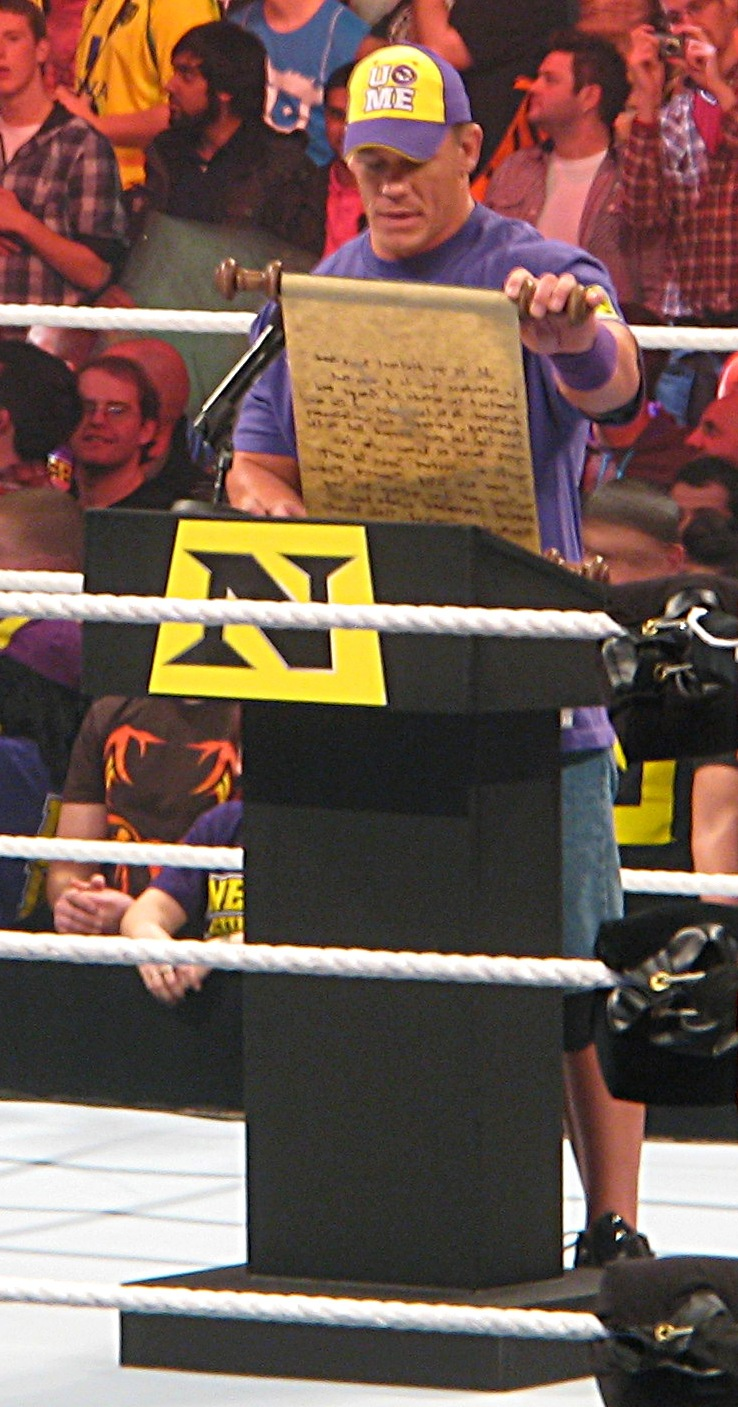
Cena bị ép đọc bài diễn văn bởi Wade Barrett khi còn là thành viên của The Nexus

Tại Hell In A Cell 2010 được tổ chức vào 3/10/10 John Cena đã có một trận đấu với Wade Barrett, John Cena đã thua trước Wade Barrett và phải gia nhập The Nexus như đã thỏa thuận. Cũng tại show Raw kế tiếp, Cena đã giúp Wade Barrett có 1 trận tranh đai WWE Champion với Randy Orton tại Bragging Rights 2010. Bragging Rights 2010 được tổ chức vào ngày 24/10/2010, và John Cena đã cùng với David Otunga giành được đai WWE Tag Team Championship sau khi đánh bại Cody Rhodes và Drew McIntyre. Và trước trận đấu, Wade Barrett đã đưa ra thỏa thuận là nếu Wade Barrett thua thì anh sẽ bị sa thải ra khỏi WWE và kết quả là Cena đã giúp Wade Barrett thắng bằng DQ (Randy Orton vẫn giữ đai). Tại show RAW ngày 25 tháng 10 năm 2010 tức là 1 ngày sau khi John Cena giành được đai, trưởng nhóm The Nexus là Wade Barrett đã ra lệnh cho David Otunga phải chịu mất đai trước Heath Slater và Justin Gabriel (cũng là 2 thành viên của The Nexus), John Cena và David Otunga đã trở thành những nhà vô địch giữ danh hiệu WWE Tag Team Championship ngắn nhất khi chỉ giữ được danh hiệu trong 1 ngày. Tại Survivor Series 2010 John Cena sẽ làm trọng tài cho trận bảo vệ danh hiệu WWE Championship, nếu Wade Barrett thắng và giành được chức vô địch WWE Championship thì John Cena sẽ được thoát khỏi The Nexus, còn nếu Wade Barrett thua thì John Cena sẽ bị sa thải khỏi WWE. Và thế là tại Survivor Series Randy đã tặng cho Wade Barrett một đòn chí mạng. Thế là Randy Orton là WWE Champion sau ba tiếng đếm của John Cena. Như Wade Barrett đã nói nếu anh không thắng và không giành được đai WWE Championship thì John Cena sẽ bị sa thải khỏi WWE. Dù bị đuổi khỏi WWE nhưng Cena vẫn làm khách của RAW và cứ mỗi show RAW, anh lại bí mật hạ gục từng thành viên của The Nexus. Tại TLC 2010, anh sẽ gặp lại Wade Barrett trong trận Chairs Match. Trong trận đấu tại TLC, John Cena đã giành chiến thắng trước Wade Barrett. Và chính thức ở lại với WWE.

#### Hiện tại
John Cena giành được WWE championship nhưng lại bị CM Punk đánh bại. Sau đó Cena không giành lại được WWE Championship và CM Punk giữ đai WWE Championship khá lâu (2011-2013). Năm 2012, anh đã ký kết một trận đấu với Brock Lesnar trong Extreme Rules. John Cena đã bị mất lợi thế hơn so vơi Brock nhưng cuối cùng, anh đã dùng chiếc dây xích đấm vào mặt Brock Lesnar. Cena lập tức làm một quả AA lên chiếc bệ sắt và pin thành công. Năm 2013, John Cena bắt đầu mối thù với The Rock. Tại WrestleMania 28, khi đang bắt chước đòn đánh People Elbows của The Rock thì bỗng nhiên The Rock bật dậy và thực hiện Rock Bottom. Anh bị The Rock đánh bại. Nhưng sau đó, tại WrestleMania 29, John Cena lại có thêm một trận đấu với The Rock. Lần này, khi anh cũng đang chuẩn bị cú People Elbows thì The Rock lại bật dậy. Nhưng lần này, The Rock đã bị mắc lừa và bị trúng cú AA và thua cuộc. Một lần nữa John Cena lại giành lại đai WWE Champion. Sau trận đấu, The Rock tạm thời nghỉ làm ở WWE và đi đóng phim. John Cena ở lại giữ đai và chống chọi nhóm quyền lực. Tại Royal Rumble 2013 Cena thắng trận đấu, còn CM Punk bị The Rock đánh bại và mất WWE Championship vào tay The Rock. Tại Wrestlemania 29, John Cena đánh bại The Rock và lấy được WWE Championship. Daniel Bryan lúc này là một đô vật mới nổi dần dần được khán giả hâm mộ. Daniel Bryan đánh bại John Cena tại Summer Slam 2013 (Triple H làm trọng tài) và lấy WWE Championship. Sau trận này Daniel Bryan bị Triple H đánh gục và Randy Orton dùng va li tiền để có trận tranh đai với Daniel Bryan và lấy được WWE Championship. John Cena sau Summer Slam bị chấn thương ở tay trái nên tạm nghỉ thi đấu.
Sau đó John Cena trở lại và đánh bại Alberto Delrio giành được World Heavyweight Championship. Tại TLC 2013, John Cena bị Randy Orton đánh bại và Randy trở thành WWE World Heavyweight Champion (thống nhất WWE Championship và World Heavyweight Championship). John Cena không chấp nhận thất bại và anh tranh đai với Randy Orton tại Royal Rumble 2014. Gần cuối trận, the Wyatt Family lên sàn đấu thu hút chú ý của Cena khiến Orton làm RKO Cena và giữ được đai.
Tại Wrestlemania 30 anh đã đánh bại Bray Wyatt bằng một Attitude Adjustment.Nhưng tại Extreme Rules,Cena đã thất bại trước Bray trong lồng sắt ngay cả khi đã khiến cả nhà Wyatt nằm sàn. Cena bị mất tập trung bởi 1 cậu bé hát:He got the whole world....in his han. Tận dụng thời cơ, Bray làm Síster Abigail và chiến thắng.Tại Payback,John Cena đã giành chiến thắng trước Bray trong một trận đấu Last Man Standing sau 3 lần AA,Cena cũng phải chịu 2 lần Sister Abigail. Sau đó anh tiến vào võ đài phê phán sự điều hành của Stephanie McMahon và buộc phải có một trận đấu với Kane. Theo luật chống phạm quy Cena chiến thắng. Kane định dùng đòn Tombstone Piledriver nhưng Cena thoát và dùng thang bậc ném vào đối thủ. Sau này, trước sự phản bội của Seth Rollins, The Shield đã hợp tác với Cena để đối mặt với Evolution. Và Cena cùng với The Shield đã giành chiến thắng trước Wyatt Family. Không lâu sau anh tham gia trận đấu 3 chấp 4 cùng với Sheamus và Roman Reigns vs Randy Orton, Alberto Del Rio, Cesaro và Bray Wyatt. Đội anh đã giành chiến thắng. Tại một show Raw, khi mà 2 chiếc đai WWE World Heavyweight Championship vô chủ, Triple H đã sắp xếp cho anh có một trận đâu tranh suất vào trận WHC Title tại Money in the Bank với Kane theo thể thức đẩy cán. John Cena đã chiến đấu hết mình nhưng rồi giữa trận thì Randy Orton và Seth Rollins ra tấn công Cena, Dean Ambrose lập tức lao ra giải nguy cho anh và rồi bị Kane cho ăn Chokeslam, Cena đã tặng cho Kane cú AA lên cán rồi đẩy Kane qua vạch vôi, anh giành chiến thắng và có một suất vào tranh đai WHC với 6 super star khác.
Tại show Money In the Bank, John Cena đã lấy được 2 đai WWE World Heavyweight Championship sau khi đánh bại 6 đối thủ (Randy Orton, Kane, Bray Wyatt, Roman Reigns, Cesaro,Alberto Del Rio). Đây là lần thứ 15 Cena vô địch WWE World Heavyweight Championship (12 lần WWC, 3 lần WHC) và là người vô địch WHC nhiều nhất trong lịch sử WWE, phá vỡ kỷ lục 14 lần do chính anh lập nên.
Sau khi trở thành nhà vô địch, Nhóm Quyền Lực của WWE không hài lòng nên dùng Kane tấn công anh tại một show Raw bằng cú Tombstone và cho người thắng Money in the Bank 2014 là Seth Rollins lên để pin anh tuy nhiên Seth lại bị đồng đội cũ là Dean Ambrose cho ăn đòn và Roman lên tặng cho Kane cú Spear để giải thoát cho Cena. Chưa dừng lại ở đó Triple H còn sắp xếp cho anh có một trận đấu Fale 4 ways tại Battelground với Kane, Orton và Roman Reings. Tại Battleground John Cena và Roman đã hoàn toàn áp đảo Kane và Orton, Roman đang pin Kane thì Orton lên phá pin và tặng cho Roman cú RKO, John Cena cũng tung AA Orton lên Kane và pin thành công. Anh đã bảo vệ thành công danh hiệu vô địch WWE World Heavyweight Championship.
Triple H vẫn độc tài và ông muốn 2 chiếc đai thuộc về nhóm Quyền Lực nên đã để cho Paul Heyman dùng plan C là cho Brock Lesnar trở lại WWE và sẽ có trận đối đầu với Cena tại Summer Slams 2014.
Một Show Raw kỷ niệm sinh nhật 61 tuổi của Hulk Hogan, khi mọi người đang vui vẻ thì Brock Lesnar xuất hiện và có thái độ bất kính thách thức các vị cựu đô vật. John Cena xuất hiện kịp thời và giải nguy. Brock chấp nhận ra về.
Tại Summer Slam 2014, Brock Lesnar đã hoàn toàn áp đảo Cena từ đầu trận đến cuối trận, Cena phải liên tiếp chịu những cú đấm và Suplex của Brock. Cena chỉ kịp tung vài cú đấm, 1 AA, 1 đòn khóa STF nhưng hầu như không thể khiến cho Brock khuất phục. Brock đã tung ra 16 cú suplex vào Cena trong trận đấu này. Brock đã mong muốn Cena chịu thua, sớm nhường đai nhưng Cena không chịu. Brock đã tung cú F5 và pin. Brock Lesnar chính thức lấy mất và trở thành tân WWE World Heavywieght Champion. Cena đã hoàn toàn đuối sức trước một mãnh thú thật sự. Sau trận đấu, John Cena đã dùng điều khoản lấy lại đai của WWE. Anh đã ký kết để đánh trận Night Of Champion và đòi lại đai World Heavyweight Champion. Trận đấu sẽ được diễn ra vào ngày 21 tháng 9. Ngày 21 tháng 9, John Cena đã có trận đấu với Brock Lesnar tại Night Of Champions. Anh đã thực hiện 4 cú AA lên Brock nhưng vẫn chưa thể dành chiến thắng. Anh khi đang trong trận đấu thì bỗng nhiên Seth Rollins xuất hiện và đánh anh. Theo luật thì John Cena thắng vì đã bị đánh do có can thiệp nhưng trong luật thì anh chỉ có thể thắng bởi pin hoặc đòn khóa nên Brock Lesnar vẫn được cầm đai. Sau trận đấu, Brock tiếp tục Làm cú F5 lên John Cena. Tại Hell In A Cell vào ngày 26 tháng 9, John Cena giành chiến thắng Randy Orton. Nhờ đó, tại PPV, John Cena sẽ tranh đai với Brock. Ở Survivor Series ngày 23 tháng 11, nhóm anh gồm có anh, Big Show, Erick Rowan, Dolph Ziggler và Ryback đã đánh bại nhóm quyền lực gồm có Rusev, Luke Harper, Mark Henry, Seth Rolinns và Kane qua đó khiến cho Triple H và Stephanie McMahon mất đi quyền lực của mình. Sau đó tại Suvivor Seirie Cena sẽ chạm trán Seth Rollins trong trận tables match với điều kiện nếu thắng Cena vẫn giữ number một contender vs Brock Lesnar tại Royal Rumble. Còn ngược lại nếu thua Cena sẽ mất quyền tham dự trận Royal Rumble. Cena bước vào trận đấu rất tự tin và anh nắm quyền chủ động trong trận đấu. Cena đã AA Rollins qua cái bàn nhưng lúc đó trọng tài không thấy nên trận đấu vẫn được tiếp tục. Cena đặt hai cái bàn sau võ đài và bất ngờ đã xảy ra khi Cena và Rollins đều ngã xuống bàn và bất phân thắng bại. Sau đó,trọng tài đã cho trận đấu dược rematch.và Big Show vào can thiệp và đúng lúc đó Roman Reigns returns và spear Big Show vào cái bàn và Cena nắm bắt thời cơ và AA Rollins vào cái bàn và Cena won và still number1 conterder và Paul Heyman không hài lòng về kết quả đó. Sau đó tại sự kiện Royal Rumble 2015, anh được xếp trận tranh đai cùng Brock Lesnar và Seth Rollins cũng được nhóm quyền lực xếp chung trận nhưng anh không thể thắng được quái vật Brock Lesnar. Brock vẫn giữ được đai. Sau đó anh có mối thù mới với Rusev do tên này có lời lẽ xúc phạm Hoa Kỳ. Tại Wrestlemania 31 anh được trao cơ hội tranh đai với Rusev và anh đã chiến thắng, qua đó trở thành nhà tân vô địch nước Mĩ.
Tại Extreme Rules 2015, anh và Rusev có trận tranh đai bởi đấu xích kiểu Nga. Sau gần 20 phút chiến đấu và 2 đòn AA anh đã có chiến thắng qua đó giữ vững chiếc đai vô địch. Tại Payback, trong trận "i quit", sau khi dùng dây thừng khóa cổ Rusev trong thế STF anh dành chiến thắng và bảo vệ danh hiệu của mình. Tại Elimination Chamber, anh đã để thua Kevin Owens trong trận Champion vs Champion.
Tại trận tái đấu Money in the bank anh đã đánh bại Kevin Owens và cũng làm được điều đó trong trận tranh đai nước Mĩ tại Battleground. Tại Summer Slam năm nay, do có mối thù bị Seth Rollins làm cho gãy mũi nên sẽ có một trận tranh Đai giữa US Champion của anh và WHC của Seth Rollins.
Tại Summer Slam, Cena mất đai vô địch Mỹ vào tay Seth Rollins do có sự trở giúp của Jon Stewart. Anh đã giành lại đai trong trận tái đấu ở Night Of Champions. Kể từ sau Night of Champions, Cena không có mối thù với ai. Tại Hell in a Cell 2015, đã có sự bất ngờ khi Cena mất đai vào tay Alberto del Rio, cựu WWE Champions. Sau Hell in a Cell 2015, Cena đã xin nghỉ một thời gian và dự kiến Cena sẽ trở lại vào ngày 26/12/2015 tại Madison Square Garden. Tại Raw 28/12/2015, Jonh Cena trở lại và có trận tranh đai US Champion với Del Rio. Tuy nhiên khi anh vừa AA Del Rio thì đồng đội Del Rio là Sheamus và Rusev lên tấn công anh. The Usos lên cứu anh nhưng cũng bị ăn đánh. Phải đến khi Roman Reigns lên thì anh và Usos mới được cứu. Tại RAW tuần sau, anh giới thiệu Kalisto lên đánh Del Rio và Kalisto thắng. Sau đó thì anh nghỉ một thời gian.
Tại Wrestle Mania 32, anh bất ngờ trở lại và cùng The Rock hạ nhà Wyatt. Tại RAW 30/5/2016, Cena trở lại nhưng bị The Club và Aj Styles đánh nhừ tử. Tại RAW ngày 6/6/2016,Cena cùng với The New Day đánh nhau với The Club và AJ Styles. Ở RAW ngày 13/6, John Cena và AJ Styles ký hợp đồng cho trận đấu ở Money in the Bank, nhưng sau đó anh đã thua Aj Styles. Tại WWE Draft, anh được draft sang Smackdown Live. Tại Battleground, anh liên minh với Enzo & Cass đánh bại The Club. Cena và AJ Styles tiếp tục đấu với nhau 1 trận nữa nhưng anh đã thua sau khi dính 2 Styles Clash và 2 Phenomenal Forearm. Anh trở lại và góp mặt trong trận tay ba tranh Chức vô địch Thế giới WWE với AJ Styles (champ) và Dean Ambrose (cựu thành viên của Shield. Trước khi đến ngày tranh chức vô địch, anh đã bị Dean Ambrose đánh bại tại WWE SmackDown ngày 20/9/2016. Anh bị AJ đập ghế vào lưng và thua. Sau đó anh lại vắng mặt và không có mặt tại TLC. Tại Royal Rumble 2017, anh đã có chiến thắng ngoạn mục trước AJ Styles và trở thành tân WWE Champion,từ đó kỷ lục 16 lần World Heavyweight Champion của Ric Flair đã ngang hàng với John Cena. Sau đó, anh đánh cặp với Luke Harper để chống lại The Wyatt Family ở show Smackdown tiếp theo,trong lúc còn chú ý đến Bray,anh đã bị Randy cho RKO và thua trận, sau đó show Smackdown cuối cùng trước Elimination Chamber thông báo anh sẽ phải bảo vệ đai của mình trước năm cái tên khác và những cái tên đó đã lộ diện gồm: AJ Styles, Bray Wyatt, Dean Ambrose, Baron Corbin và The Miz, cũng trong đêm đó, anh đã trả thù thành công Randy sau khi Luke Harper lên phá lúc trọng tài phải nằm ngoài, kết quả là do không chú ý đến đối thủ của mình, Randy đã bị Cena tặng cho AA và thua trận, tại Elimination Chamber, trong trận đấu 6 người trong chiếc lồng cùng tên, Cena bị Bray hạ gục bằng đòn Sister Abigail. Bray sau đó hạ AJ kết thúc trận đấu, chính thức giành danh hiệu.

#### Tour du đấu cuối cùng sự nghiệp đô vật và trở thành nhân vật phản diện (2024–nay)

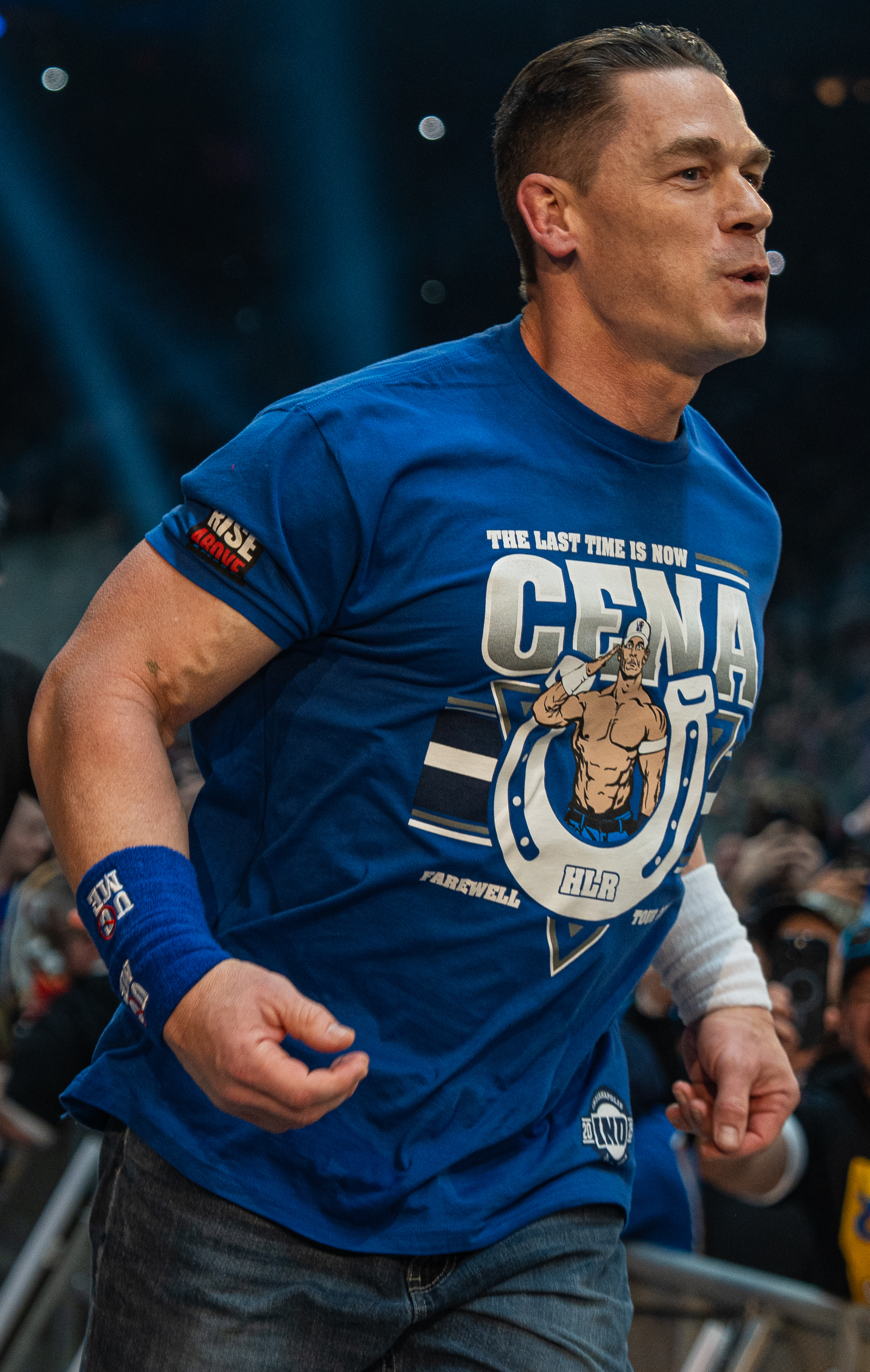
Cena đang tiến vào sàn đấu trong trận đấu Royal Rumble cuối cùng của mình tại sự kiện Royal Rumble 2025.

Cena bất ngờ xuất hiện tại Money in the Bank vào ngày 6 tháng 7 năm 2024 để thông báo về việc giải nghệ thi đấu đô vật vào cuối năm 2025, khiến WrestleMania 41 trở thành WrestleMania cuối cùng của anh. Trong buổi ra mắt Raw trên Netflix vào ngày 6 tháng 1 năm 2025, Cena tuyên bố anh sẽ tham gia trận đấu Royal Rumble tại sự kiện cùng tên vào ngày 1 tháng 2, nơi anh đã loại được ba đô vật, nhưng là đối thủ cuối cùng bị loại bởi người chiến thắng cuối cùng là Jey Uso.
Trong buổi họp báo sau sự kiện Royal Rumble, Cena tuyên bố anh sẽ tham gia trận đấu Elimination Chamber tại Elimination Chamber: Toronto vào ngày 1 tháng 3. Cena đã giành chiến thắng trong trận đấu bằng cách loại CM Punk bằng đòn khóa kỹ thuật, san bằng kỷ lục của Triple H về số trận thắng Elimination Chamber nhiều nhất với bốn trận và giành được trận tranh đai vô địch Undisputed WWE Championship với Cody Rhodes tại WrestleMania 41. Sau trận đấu, Cena đã đánh Rhodes một cách tàn bạo và liên kết với The Rock, trở thành nhân vật phản diện lần đầu tiên kể từ năm 2003.
Cena tiếp tục xuất hiện trong tập Raw ngày 17 tháng 3, chỉ trích khán giả, tuyên bố rằng họ đã đối xử tệ với anh trong hơn 20 năm và cho rằng anh là nạn nhân sự ngược đãi của họ. Tuần sau, Cena tuyên bố rằng anh dự định sẽ mang theo đai vô địch Undisputed WWE Championship khi anh giải nghệ, "phá hỏng" môn đấu vật mãi mãi. Trong tập Raw ngày 31 tháng 3, Cena tuyên bố rằng anh đã phản bội Rhodes vì anh ta ghê tởm và "nhân cách hoàn hảo" được tạo ra của anh ta, và cố gắng hạ gục anh ta sau khi bị khiêu khích, trước khi bị đánh bằng đòn Cross Rhodes. Cena đã đánh bại Rhodes tại WrestleMania 41 với sự giúp đỡ của Travis Scott, giành chức vô địch thế giới lần thứ 17 và xác lập kỷ lục.

## Sự nghiệp diễn xuất

### Điện ảnh
| Năm  | Tên phim                             | Vai diễn                       | Ghi chú |
| ---- | ------------------------------------ | ------------------------------ | ------- |
| 2018 | Bumblebee                            | Jack Burns                     |         |
| 2021 | Suicide Squad: Điệp vụ cảm tử        | Christopher Smith / Peacemaker |         |
| 2021 | Fast & Furious 9: Huyền thoại tốc độ | Jakob Toretto                  |         |

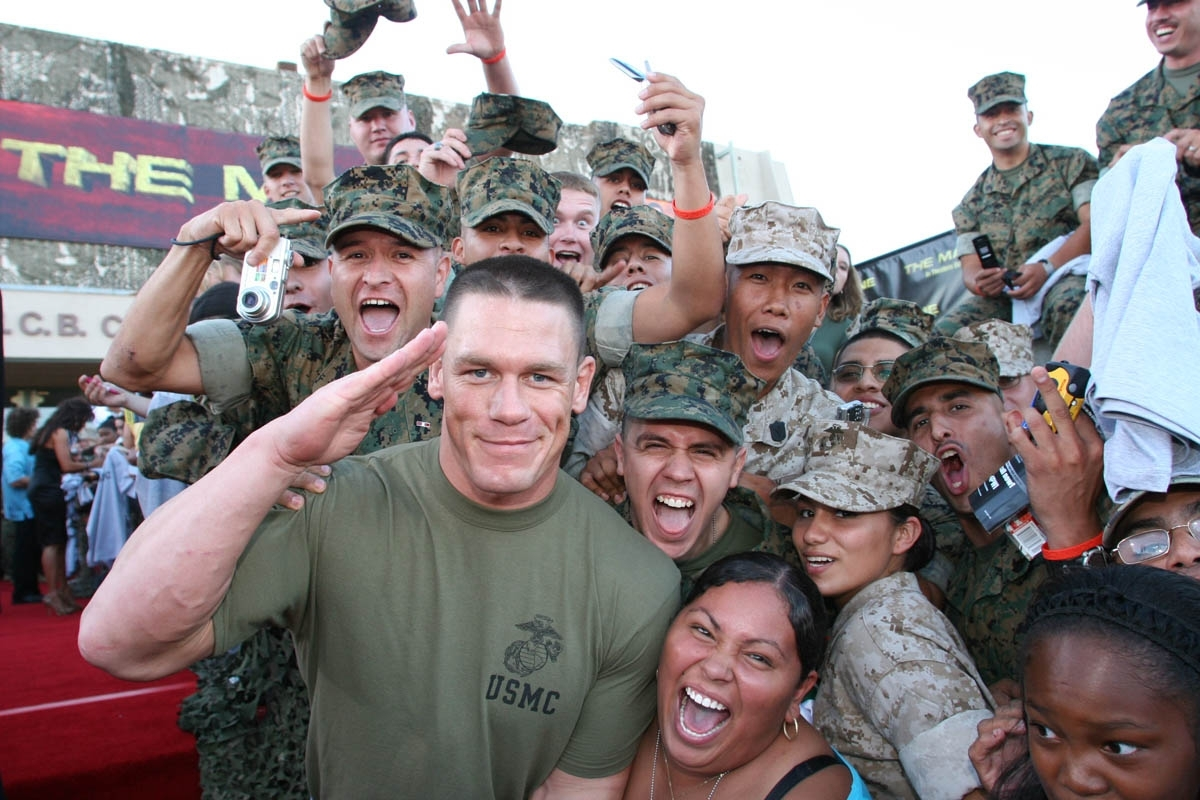
Cena trong lần ra mắt The Marine.

WWE Studios, cơ quan của WWE, đã sản xuất bộ phim đầu tiên của Cena: The Marine bắt đầu từ ngày 13 tháng 10 năm 2006. Trong tuần đầu tiên ra mắt, bô phim đã thu về xấp xỉ 7 triệu Dollar ở nước Mỹ. Sau mười tuần được chiếu trên rạp, bộ phim đã đem lại 18,7 triệu Dollar. Một lần, bộ phim được thu trên DVD, tạo thu nhập lớn hơn, thu về 30 triệu Dollar trong mười hai tuần đầu Bộ phim thứ hai của Cena, cũng do WWE Studios sản xuất là 12 Rounds (12 vòng sinh tử). Bộ phim bắt đầu vào ngày 28 tháng 2 năm 2008, và được trình chiếu vào ngày 27 tháng 3 năm 2009. trong chương trình của RAW ngày 13 tháng 7 năm 2009, người ta công bố rằng bộ phim 12 Rounds của Cena đã đứng đầu trong số các đĩa DVD hàng đầu tại Mỹ. Anh còn đóng vai bố của Fred Figglehorn trong bộ phim Fred: The Movie, một bộ phim dựa trên một series được trình chiếu trên Youtube. Theo kế hoạch, bộ phim sẽ được ra mắt ngày 2 tháng 4 năm 2010. Cena sẽ ra mắt bộ phim thứ ba: Legendary trong ngày 10 tháng 9 sắp đến.
Ngoài ra, Cena từng là khách mời đặc biệt trong phim truyền hình Hannah Montana Forever tập Love that let's go với vai trò là người dạy cho nhân vật Jackson một bài học nhớ đời về đọc sách.

### Khách mời đặc biệt
Trước khi xuất hiện lần đầu tại WWE, Cena xuất hiện trong show Go Sick trên Internet năm 2001. Trong khi đang thi đấu cho WWE, Cena cũng đã tham gia chương trình Jimmy Kimmel Live! ba lần. Ngoài ra, Cena còn xuất hiện trong các chương trình radio buổi sáng bao gồm chương trình Opie and Anthony của CBS và XM vào ngày 10 tháng 10 năm 2006. Các lần xuất hiện khác là vào các chương trình: Late Night with Conan O'Brien, Fuse's Celebrity Playlist, The Best Damn Sports Show Period của Fox Sports Net, MADtv, G4's Training Camp (cùng với Shelton Benjamin), hai lần xuất hiện trong Punk'd của MTV (Tháng 8 năm 2006 và Tháng 5 năm 2007). Cena còn tham gia với Hulk Hogan tại Teen Choice Awards năm 2005, là khách mời của Nashville Star năm 2006, và xuất hiện tại Nickelodeon UK Kids Choice Awards năm 2007. Trong tháng 1 năm 2007, Cena, Batista và Ashley Massaro đại diện cho WWE xuất hiện tại một chương trình của Extreme Makeover: Home Edition. Hai tháng sau, Cena và Bobby Lashley xuất hiện trong chương trình trò chơi truyền hình của NBC: Deal Or No Deal, Edge và Randy Orton cũng tham gia show đó. Ngày 9 tháng 4 năm 2008, Cena cùng Triple H và Chris Jericho xuất hiện trong chương trình Idol Gives Back. Trong tháng 3 năm 2009, Cena xuất hiện trong chương trình Saturday Night Live lúc mở đầu. Ngày 7 tháng 3 năm 2009, Cena là vị khách của chương trình Wait Wait... Don't Tell Me! của kênh NPR.

### Truyền hình
| Năm  | Tên phim   | Vai diễn                       | Ghi chú                           |
| ---- | ---------- | ------------------------------ | --------------------------------- |
| 2022 | Peacemaker | Christopher Smith / Peacemaker | Vai chính; đồng giám đốc sản xuất |

Năm 2001, trong khi luyện tập tại Ultimate Pro Wrestling và Ohio Valley Wrestling, Cena tham gia chương trình thực tế reality show Manhunt khi Cena đóng vai Big Tim Kingman
Cena còn tham gia chương trình của kênh ABC Fast Cars and Superstars: The Gillette Young Guns Celebrity Race, vào tháng 6 năm 2007, và lọt vào vong chung kết trước khi bị loại vào ngày 24 tháng 6, và đứng thứ ba chung cuộc. 
Trong năm 2007, Cena còn tham gia phỏng vấn trong chuyên mục CNN Special Investigations Unit của CNN: Death Grip: Inside Pro Wrestling. 
Cena là người dẫn chương trình của Nickelodeon Kids Choice Awards ở Melbourne, Australia vào ngày 11 tháng 10 năm 2008 cùng với Natalie Bassingthwaighte 
Năm 2008, Cena đóng một phim quảng cáo, một phần của chiến dịch NASCAR Gillette's "Young Guns".
Năm 2009, anh mở rộng quan hệ với Gillette bằng cách giới thiệu một chiến dịch mới trên mạng có tên gọi "Be a superstar" (làm một ngôi sao)
Ngày 27 tháng 1 năm 2010, Cena đã tham gia vào series chương trình Psych của kênh USA Network, anh đóng vai Ewan O'Hara, anh trai của Juliet O'Hara.

## Sự nghiệp âm nhạc
Ngoài thời gian thi đấu, Cena còn là một ca sĩ nhạc hip hop. Chính Cena biểu diễn bài hát theme song "Basic Thugonomics" thứ năm của WWE và nó được thu trên album soundtrack của WWE Originals. Anh còn thu bài hát Untouchables cho album soundtrack thứ hai của công ty WWE ThemeAddict: The Music, Vol. 6. Anh còn biểu diễn bài H-U-S-T-L-E remix cùng với MURS, E-40 và Chingo Bling
Album đầu tay của Cena, You Can't See Me được ghi âm cùng với anh họ Tha Trademarc. Nó bao gồm hầu hết các bài hát khác của Cena. Và cả bài hát nhạc nền khi Cena đi ra thi đấu: The Times Is Now và bài Bad, Bad Man, bao gồm cả chương trình truyền hình The A-Team. Một video khác: Right Now, được ra mắt vào ngày 8 tháng 8 trong RAW. Cena và Tha Trademarc sau đó còn cho ra mắt một track bởi The Perceptionists với tên gọi "Champion Scratch".

## Album
- You Can't See Me
  - Ngày phát hành: 10 tháng 5 năm 2005
  - Vị trí trên bảng:[16][17] 15 U.S. Billboard 200, 10 U.S. Top R&B/Hip-Hop Albums, 3 U.S. Rap, 103 UK Albums Chart
  - Album đơn: "The Time Is Now", "Bad Bad Man" (với Bumpy Knuckles), "Right Now".

## Chiêu thi đấu
- Double Attitude Adjustment
- Tornado DDT
- Springboard Stunner
- Flying shoulder block
- Side slam
- Five Knuckle Shuffle
- Fisherman suplex
- One-handed bulldog
- Sunset Flip Powerbomb
- STF
- Lightning Fist

## Các đai vô địch và danh hiệu
- Ohio Valley Wrestling

- OVW Heavyweight Championship (1 lần)
- OVW Southern Tag Team Championship (1 lần) - với Rico Constantino

- Pro Wrestling Illustrated
- Mối thù hay nhất trong năm (2006) với Edge
- Mối thù hay nhất năm (2011) với CM Punk
- Trận đấu của năm (2007) với Shawn Michaels vào ngày 23 tháng 4
- Đô vật tiến bộ nhất trong năm (2003)

- Đô vật được yêu thích nhất trong năm (2004, 2005, 2007)
- Đô vật của năm (2006, 2007)
- Bầu chọn đứng thứ 1 trong PWI 500 đôi vật năm 2006, 2007 và 2013
- Trận đấu của năm (2011) với CM Punk vào Money In The Bank 2011
- Trận đấu của năm (2013) với Daniel Bryan vào SummerSlam
- Đô vật nổi tiếng nhất năm (2004, 2005, 2007, 2012)

- Ultimate Pro Wrestling

- UPW Heavyweight Championship (1 lần)

- World Wrestling Entertainment
  - WWE Championship (14 lần)
  - World Heavyweight Championship (3 lần)
  - WWE United States Championship (5 lần)
  - World Tag Team Championship (2 lần) - 1 lần với Shawn Michaels, 1 lần với Batista
  - Thắng trận Royal Rumble năm 2008, 2013
  - WWE Tag Team Championship (2 lần) 1 lần với David Otunga và 1 lần với Miz
  - Money in the bank (2012)
  - Giải Slammy Award cho siêu sao của năm (2009, 2010, 2012)
  - Giải Slammy Award cho Holy $#!+ Move của năm (2010) khi ra đòn Attitude Adjustment làm Batista rơi xuống sàn
  - Giải Slammy Award cho nụ hôn của năm (2012) với AJ Lee
  - Giải Slammy Award cho trận đấu của năm (2013) với Rock tại Wrestle Mania XXIX, (201)4 - Đội Cena vs Nhóm Quyền lực tại Survivor Series
  - Giải Slammy Award cho người thay đổi trận đấu của năm (2011) với Rock
  - Giải Slammy Award cho sự sỉ nhục của năm (2012) đối với Vickie Guerrero và Dolph Ziggler
  - Giải Slammy Award cho anh hùng của tất cả chúng ta (2015)
- Wrestling Observer Newsletter
- Đô vật của năm (2006, 2007)

- Best Box Office Draw (2007)
- Best on Interviews (2007)
- Most Charismatic (2006–2008)
- Best Gimmick (2003)
- Super Star of the year (2008)
- Super Star of the year (2009)
- Super Star of the year (2010)
- Super Star and Wrestler in year(2007, 2010)
- Mối thù của năm (2011) với CM Punk
- Wrestling Observer Newsletter Hall of Fame (2012)
- Trận đấu tồi tệ nhất của năm (2012) với John Lảurinaitis tại Over The Limit
- Mối thù tồi tệ nhất năm (2012) với Kane
- Đô vật hấp dẫn nhất năm (2006-2010)
- Đô vật hấp dân nhất thiên niên kỉ (2000-2009)